# Salix dissa
Salix dissa är en videväxtart som beskrevs av Camillo Karl Schneider. Salix dissa ingår i släktet viden, och familjen videväxter.

## Underarter
Arten delas in i följande underarter:
- S. d. cereifolia
- S. d. rhoophila